# Unterobsang

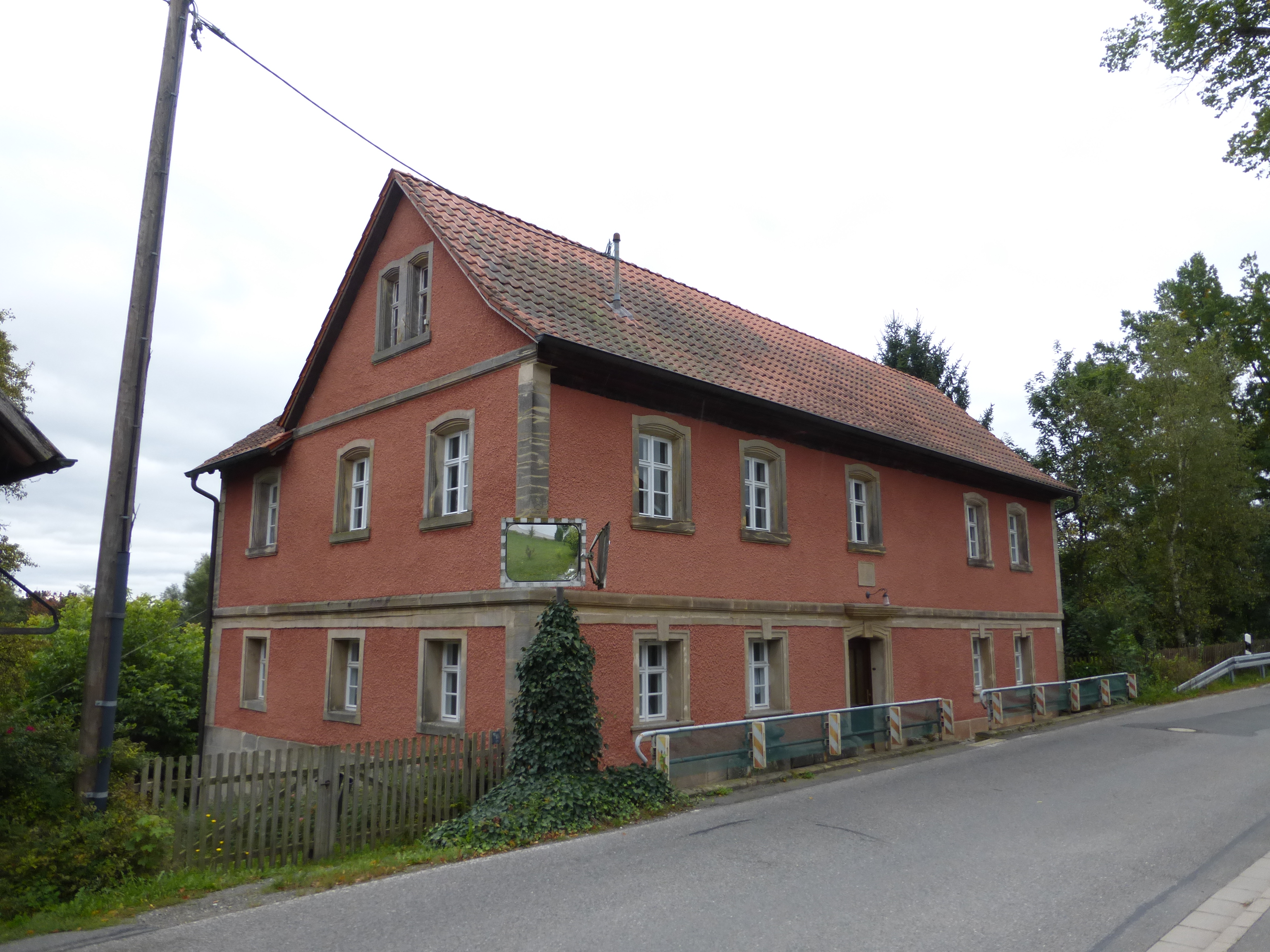
Gasthof

Unterobsang (oberfränkisch: Moosing) ist ein Gemeindeteil der Gemeinde Neudrossenfeld im Landkreis Kulmbach (Oberfranken, Bayern). Unterobsang liegt in der Gemarkung Muckenreuth.

## Geographie
Das aus zwei Siedlungseinheiten bestehende Dorf liegt am linken Ufer des Roten Mains. Im Westen befindet sich der Limmersdorfer Forst. Die Staatsstraße 2189 führt nach Muckenreuth (1,6 km südöstlich) bzw. an Neuwirthshaus vorbei nach Thurnau (5 km westlich). Die Kreisstraße KU 11 führt nach Neuenreuth am Main (0,4 km östlich).

## Geschichte
Der Ort wurde 1398 als „Masangen“ erstmals urkundlich erwähnt. Erst 1838 erscheint die heutige Form. Dem Ortsnamen liegt das mittelhochdeutsche Wort âsanc zugrunde, das Ansengen bzw. Anbrennen bedeutet und darauf verweist, dass die Siedlungsfläche durch Brandrodung gewonnen wurde. Das M am Anfang ist die verkürzte Form von „Zu dem“. Demnach bedeutet der Ortsname „Zu dem abgebrannten [Gebiet]“.
Gegen Ende des 18. Jahrhunderts bestand Unterobsang aus 6 Anwesen (1 Viertelhof, 2 Dreizehntelhöfe, 1 Halbgut, 2 Viertelgüter). Das Hochgericht übte das bayreuthische Stadtvogteiamt Bayreuth aus. Dieses hatte auch die Dorf- und Gemeindeherrschaft. Der Markgräfliche Lehenhof Bayreuth war Grundherr sämtlicher Anwesen.
Von 1797 bis 1810 unterstand der Ort dem Justiz- und Kammeramt Bayreuth. Mit dem Gemeindeedikt wurde Unterobsang dem 1811 gebildeten Steuerdistrikt Altenplos und der 1812 gebildeten gleichnamigen Ruralgemeinde zugewiesen. Mit dem Zweiten Gemeindeedikt (1818) wurde der Ort an die neu gebildete Ruralgemeinde Muckenreuth überwiesen. Am 1. Juli 1972 wurde Unterobsang im Zuge der Gebietsreform in Bayern nach Neudrossenfeld eingegliedert.

### Baudenkmäler
- Unterobsang 1: Gasthof und ehemalige Kommunbrauerei

### Einwohnerentwicklung
| Jahr      | 001818 | 001861 | 001871 | 001885 | 001900 | 001925 | 001950 | 001961 | 001970 | 001987 |
| Einwohner | 50     | 64     | 53     | 56     | 61     | 71     | 64     | 65     | 87     | 78     |
| Häuser    | 7      |        |        | 11     | 11     | 12     | 11     | 12     |        | 22     |
| Quelle    | [ 8 ]  | [ 11 ] | [ 12 ] | [ 13 ] | [ 14 ] | [ 15 ] | [ 16 ] | [ 17 ] | [ 18 ] | [ 1 ]  |

## Religion
Unterobsang ist seit der Reformation evangelisch-lutherisch geprägt und nach Neudrossenfeld gepfarrt.